# Liste der Monuments historiques in Billy-sous-Mangiennes
Die Liste der Monuments historiques in Billy-sous-Mangiennes führt die Monuments historiques in der französischen Gemeinde Billy-sous-Mangiennes auf.

## Liste der Immobilien
| Bezeichnung    | Beschreibung | Standort                 | Kennzeichnung | Schutzstatus | Datum | Bild           |
| -------------- | --- | ------------------------ | ------------- | ------------ | ----- | -------------- |
| Kirche St-Loup | aus dem 12. Jahrhundert, 1771 wieder errichtet, Glockenturm von 1927; einschließlich der Einfriedung des Friedhofs mit Portal | Place de l’Église (Lage) | PA00106499    | Inscrit      | 1989  | weitere Bilder |

## Liste der Objekte
| Bezeichnung                  | Beschreibung | Standort                     | Kennzeichnung | Schutzstatus | Datum | Bild |
| ---------------------------- | --- | ---------------------------- | ------------- | ------------ | ----- | ---- |
| Hauptaltar                   | Ensemble aus PM55000928 und PM55000929 | in der Kirche St-Loup (Lage) | PM55000927    | Classé       | 1993  |      |
| Altartisch                   | Eichenholz, farbig gefasst und vergoldet, bezeichnet 1697                                                                                     | in der Kirche St-Loup (Lage) | PM55000928    | Classé       | 1993  |      |
| Retabel                      | Eichenholz, farbig gefasst und vergoldet, bezeichnet 1697; zugehörig PM55000930                                                               | in der Kirche St-Loup (Lage) | PM55000929    | Classé       | 1993  |      |
| Gemälde Auferstehung Christi | Ölfarbe auf Leinwand, 18. Jahrhundert | in der Kirche St-Loup (Lage) | PM55000930    | Classé       | 1993  |      |
| Pneumatischer Mörser         | um 1915 von Brandt gebaut; 2017 gestohlen | in der Kirche St-Loup (Lage) | PM55001231    | Classé       | 1999  |      |
| Drei Kanontafeln             | Tinte und Aquarellfarbe auf Pergament, vergoldeter Holzrahmen, 19. Jahrhundert; im Centre départemental d’art sacré in Saint-Mihiel deponiert | in der Kirche St-Loup (Lage) | PM55001596    | Inscrit      | 1997  |      |
| Kanzel                       | Eichenholz, bemalt, bezeichnet 1704 | in der Kirche St-Loup (Lage) | PM55000931    | Classé       | 1993  |      |
| Wandvertäfelung              | Eichenholz, bemalt, 18. Jahrhundert | in der Kirche St-Loup (Lage) | PM55000932    | Classé       | 1993  |      |